# Valeri de Coserans
Valeri de Coserans (Gàl·lia, s. V - 504) fou un eclesiàstic gal, primer bisbe de Coserans (Arieja). És venerat com a sant per l'Església catòlica.
No se'n sap més que fou cap al 451 el fundador del bisbat de Coserans, a la Gàl·lia, i que n'ocupà la seu fins al 504, que fou succeït per Lliceri de Coserans. Gregori de Tours en parla elogiosament en la seva obra, en virtut de la seva santedat.
Va ser canonitzat i la seva festivitat és el 26 d'agost.